# Fontaine érigée en l'honneur de Claude
La Fontaine érigée en l'honneur de Claude a été découverte en 1967, à l'occasion du percement du tunnel de Fourvière. Cette borne-fontaine se dressait à l'origine sur la rive droite de la Saône, sur les pentes de la colline de Fourvière, au bas de la montée de Choulans. L'eau s'écoulait à travers la bouche d'une tête de Cyclope. Au-dessus, l'inscription indique que la fontaine a été offerte par deux personnages qui l'ont dédiée à Jupiter en l'honneur de Claude. Ce monument lyonnais est un unicum.

## Description générale
Taillé dans un calcaire urgonien tendre et blanc de la vallée du Rhône (dit pierre de Seyssel), ce monument, qui a perdu son couronnement, est haut de 148,5 cm. Il est composé de deux parties de dimensions inégales. Le socle, dépourvu de toute mouluration dans sa partie basse, était partiellement enterré et dissimulé dans un bassin. Il mesure 100 cm de haut, 46 cm de large et 26 cm d'épaisseur. La partie haute se caractérise par une moulure en doucine renversée qui surmonte le registre supérieur en saillie. L'inscription dédicatoire est taillée sur ce registre . À l'extrémité du socle est sculptée une tête de Cyclope, la chevelure volumineuse débordant sur le registre supérieur, sous l'inscription. Elle mesure 27 cm de haut, 23,5 cm de large s'arrondissant sur le sommet. De la bouche grande ouverte jaillissait l'eau de la fontaine .

## Inscription

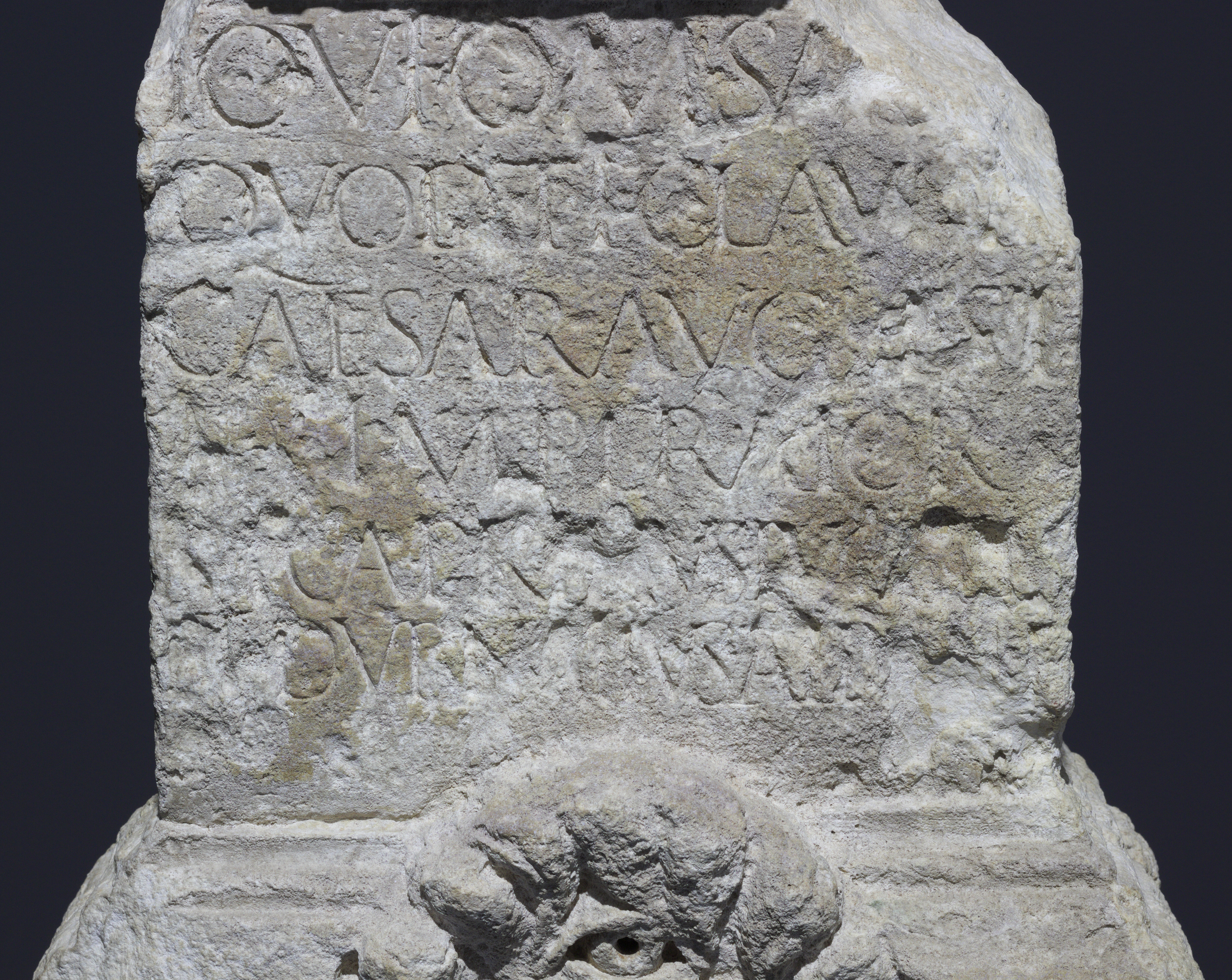
Fontaine érigée en l'honneur de Claude, détail de l'inscription

L'inscription se lit de la façon suivante :
Iovi O(ptimo) M(aximo) sa[crum] / quod Ti(berius) Claud(ius) / Caesar Aug(ustus) est / Imperator / M(arcus) Caprilius Luc[3]u[s] / Ti(berius) Dubnatius Aed[3],. Les épigraphistes hésitent sur la lecture du dernier mot où trois lettres ont disparu : Aeduus ou bien Aedif(icavit).  
Cette inscription indique que la fontaine a été offerte par deux lyonnais Marcus Caprilius et Tiberius Dubnatius. Ils la dédient à Jupiter Très Bon Très Grand « parce que Tibère Claude César Auguste est salué Imperator ». 
Cette salutation impériale est à relier soit à l'accession au trône de Claude en l'an 41, soit à sa victoire militaire en Bretagne en 43.

## Tête de Cyclope

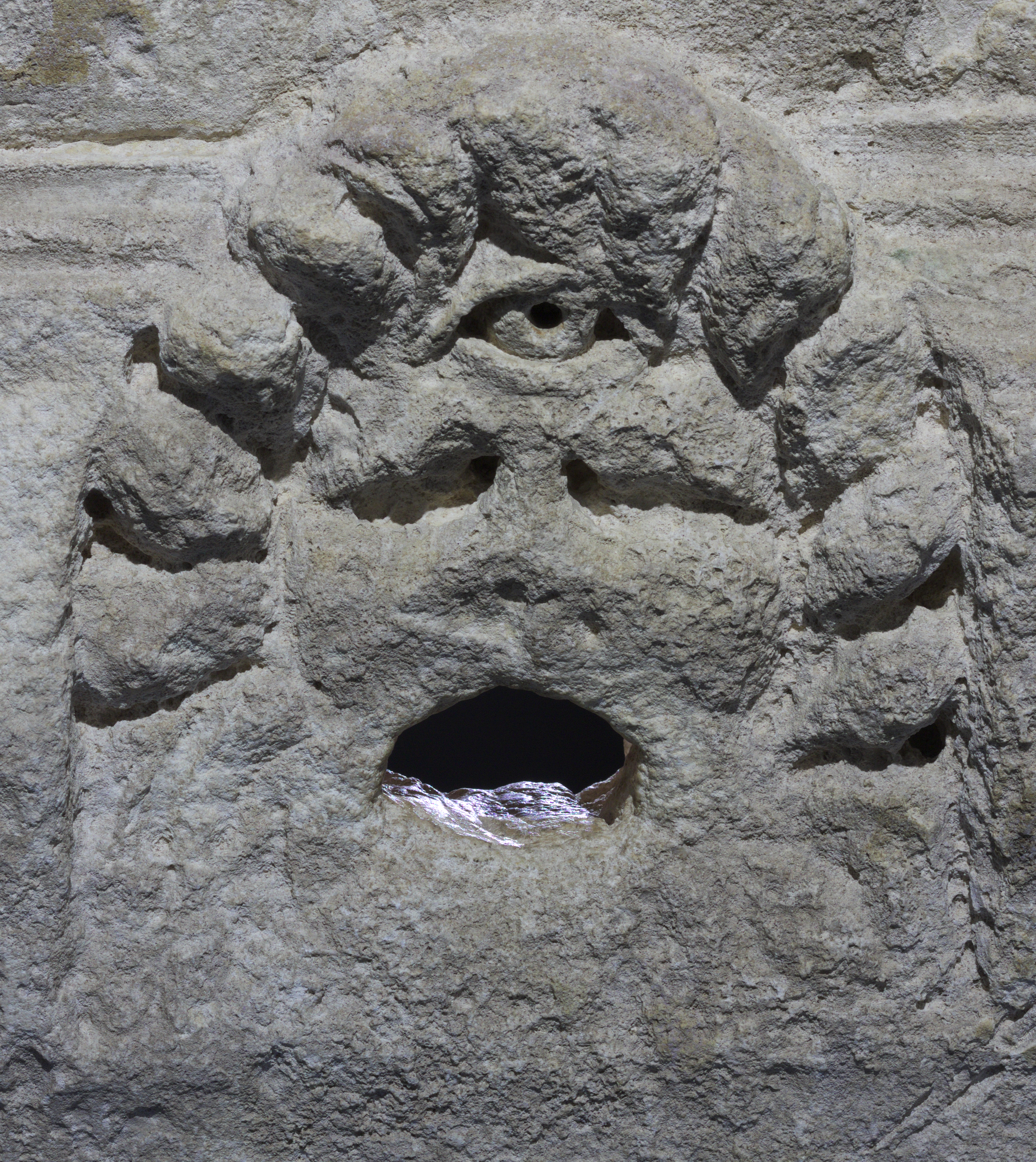
Fontaine érigée en l'honneur de Claude, détail du Cyclope

Cette tête en bas-relief est travaillée sommairement, les cheveux forment une épaisse couronne autour du visage. Des stries obliques soulignent les hautes mèches. Les orbites sont creusées et les yeux mi-clos, tandis que l'appendice frontal qui identifie le Cyclope est mis en valeur par sa taille et sa proéminence. Sur cette fontaine, l'image du Cyclope relève de son iconographie traditionnelle dans l'art hellénistique et romain, celle d'un géant humanisé, chevelu et barbu avec des yeux normaux et un troisième sur le front. Si le Cyclope ornant des fontaines est attesté littérairement, la fontaine au Cyclope trouvée à Lyon est un unicum. Son utilisation sur cette fontaine dédiée à Claude peut être une simple évocation de l'eau : Polyphème étant le fils de Poséidon. Mais elle peut également être rapprochée du goût de Claude pour les thèmes odysséens comme l'épisode de l'enivrement de Polyphème par Ulysse.
Selon Jean-Jacques Hatt, ce cyclope est inspiré de la mythologie celtique irlandaise et représente le géant Balor vaincu par le dieu Lug.

## Exposition
Cette fontaine a été exposée au musée des beaux-arts de Lyon dans le cadre de l'exposition Claude, un empereur au destin singulier. Elle était présentée dans la partie consacrée à l'avènement de Claude